# Hong Kong Tennis Open 2014
Hong Kong Tennis Open 2014 byl tenisový turnaj pořádaný jako součást ženského okruhu WTA Tour, který se hrál na otevřených dvorcích s tvrdým povrchem v místním tenisovém klubu. Konal se mezi 8. až 14. zářím 2014 v čínském Hongkongu. V letech 1983–1992 a opět 1994–2013 se událost nekonala. Od svého založení v roce 1980 představovala 5. ročník turnaje.
Turnaj s rozpočtem 250 000 dolarů patřil do kategorie WTA International Tournaments. Nejvýše nasazenou hráčkou ve dvouhře se stala dvacátá osmá hráčka žebříčku Sabine Lisická z Německa, která potvrdila roli favoritky, když ve finále zdolala Karolínu Plíškovou. Ta se svým dvojčetem Kristýnou Plíškovou vybojovala deblovou trofej.

## Distribuce bodů a finančních odměn

### Distribuce bodů
| Soutěž      | vítězky | finalistky | semifinalistky | čtvrtfinalistky | 16 v kole | 32 v kole | Q  | Q2 | Q1 |
| ----------- | ------- | ---------- | -------------- | --------------- | --------- | --------- | -- | -- | -- |
| dvouhra žen | 280     | 180        | 110            | 60              | 30        | 1         | 18 | 12 | 1  |
| čtyřhra žen | 280     | 180        | 110            | 60              | 1         |           |    |    |    |

### Finanční odměny
| Soutěž                                                        | vítězky  | finalistky | semifinalistky | čtvrtfinalistky | 16 v kole | 32 v kole | Q2     | Q1     |
| ------------------------------------------------------------- | -------- | ---------- | -------------- | --------------- | --------- | --------- | ------ | ------ |
| dvouhra žen                                                   | $111 163 | $55 323    | $29 730        | $8 934          | $4 928    | $3 199    | $1 852 | $1 081 |
| čtyřhra žen                                                   | $17 724  | $9 222     | $4 951         | $2 623          | $1 383    |           |        |        |
| částky jsou uvedeny v amerických dolarech, ve čtyřhře na pár. |          |            |                |                 |           |           |        |        |

## Ženská dvouhra

### Nasazení
| Stát                           | Hráčka                    | WTA | Nasazení |
| ------------------------------ | ------------------------- | --- | -------- |
| Německo                        | Sabine Lisická            | 28. | 1.       |
| Slovensko                      | Daniela Hantuchová        | 37. | 2.       |
| Česko                          | Karolína Plíšková         | 42. | 3.       |
| Spojené státy                  | Christina McHaleová       | 44. | 4.       |
| Čína                           | Čeng Ťie                  | 57. | 5.       |
| Belgie                         | Yanina Wickmayerová       | 64. | 6.       |
| Slovensko                      | Jana Čepelová             | 65. | 7.       |
| Slovensko                      | Anna Karolína Schmiedlová | 67. | 8.       |
| Žebříček WTA k 25. srpnu 2014. |                           |     |          |

### Jiné formy účasti
Následující hráčky obdržely divokou kartu do hlavní soutěže:
- Tuan Jing-jing
- Sabine Lisická
- Čang Ling

Následující hráčky postoupily z kvalifikace:
- Jarmila Gajdošová
- Jelizaveta Kuličkovová
- Čang Kchaj-lin
- Ču Lin
  -  Misa Egučiová – jako šťastná poražená

### Odhlášení
před zahájením turnaje
- Zarina Dijasová
- Vania Kingová
- Kurumi Naraová
- Pcheng Šuaj
- Sílvia Solerová Espinosová
- Elina Svitolinová
- Barbora Záhlavová-Strýcová
- Čang Šuaj

### Skrečování
- Kimiko Dateová

## Ženská čtyřhra

### Nasazení
| Stát                                                                       | Hráčka            | Stát      | Hráčka              | WTA  | Nasazení |
| -------------------------------------------------------------------------- | ----------------- | --------- | ------------------- | ---- | -------- |
| Tchaj-wan                                                                  | Čan Chao-čching   | Tchaj-wan | Čan Jung-žan        | 55.  | 1.       |
| Slovinsko                                                                  | Andreja Klepačová | Rumunsko  | Monica Niculescuová | 83.  | 2.       |
| Česko                                                                      | Karolína Plíšková | Česko     | Kristýna Plíšková   | 111. | 3.       |
| Slovensko                                                                  | Janette Husárová  | Čína      | Čeng Saj-saj        | 127. | 4.       |
| Žebříček WTA k 25. srpnu 2014; číslo je součtem umístění obou členek páru. |                   |           |                     |      |          |

### Jiné formy účasti
Následující páry obdržely divokou kartu do hlavní soutěže:
- Venise Chan /  Wu Ho-ching
- Magda Linetteová /  Čang Ling

## Přehled finále

### Ženská dvouhra
- Sabine Lisická vs.  Karolína Plíšková, 7–5, 6–3

### Ženská čtyřhra
- Karolína Plíšková /  Kristýna Plíšková vs.  Patricia Mayrová-Achleitnerová /  Arina Rodionovová, 6–2, 2–6, [12–10]